# بیرحمی

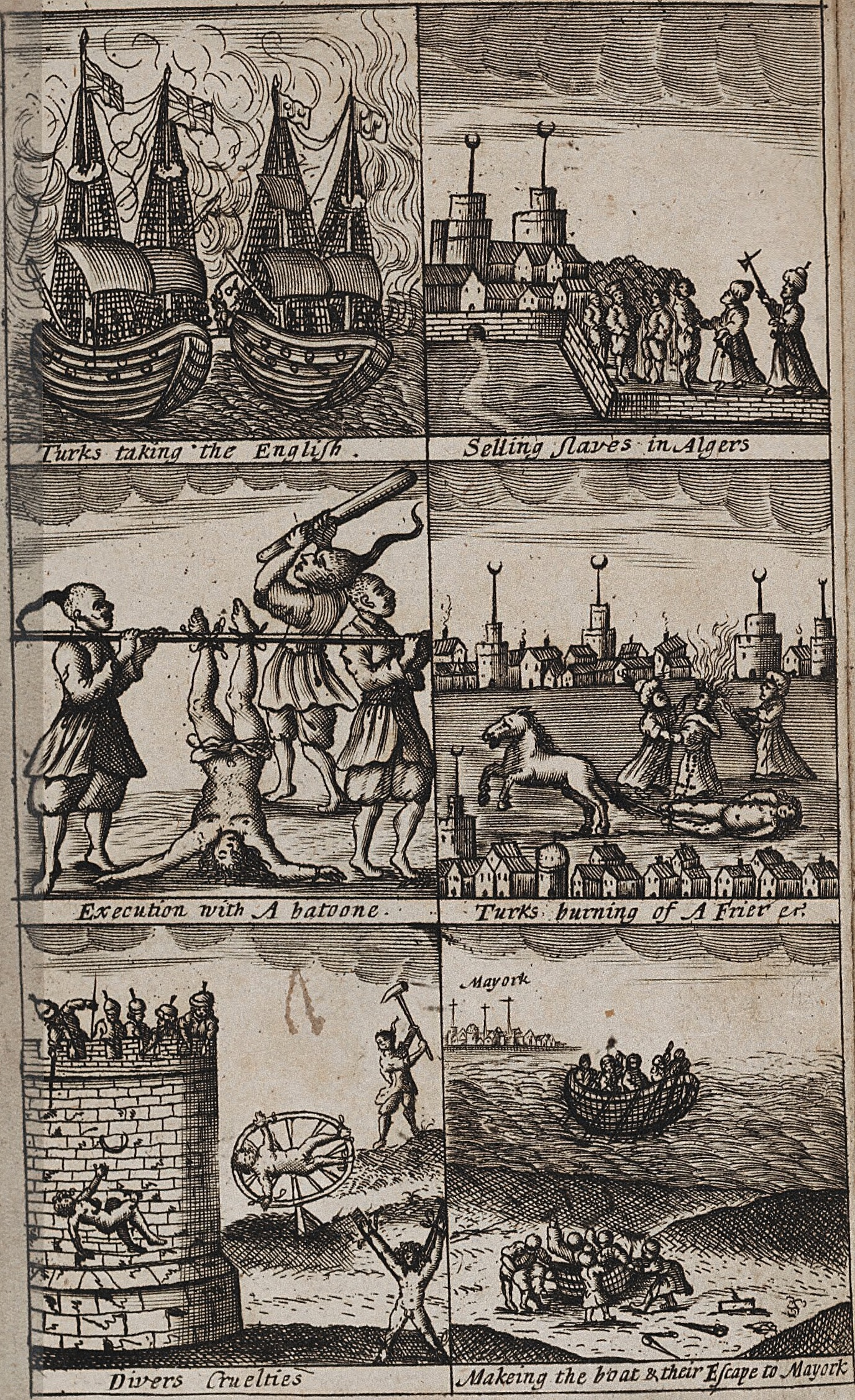
پوستری قدیمی که بیرحمی را به تصویر کشیده، از جمله فروش برده در الجزیره، اعدام، سوزاندن، و دیگر بیرحمی‌ها.

بیرحمی تحمیل عمدی رنج یا بی‌تفاوتی نسبت به رنج دیگران است هنگامیکه چاره‌ای آشکار آماده و در دسترس باشد. سادیسم می‌تواند با این نوع ایده یا عملکرد مرتبط باشد. شیوه‌های بیرحمانه تحمیا رنج می‌تواند شامل خشونت هم بشود، اما برای بیرحمانه بودن یک عمل، تایید خشونت ضروری نیست.